# Mystery of Sound
「Mystery of Sound」（ミステリー・オブ・サウンド）は、円谷憂子の通算9枚目のシングル。
1996年12月4日に、東芝EMIのTM FACTORYレーベルから発売された。
表題曲は、東映配給のアニメーション映画『金田一少年の事件簿』の主題歌に使用された。

## 制作
レコーディングはロサンゼルスにて円谷・小室・エンジニア・アシスタントの最少人数で行われ、時々マーク・パンサーが歌詞の確認のためにノートパソコンを抱えてスタジオに現れ、歌詞とメロディを合わせるために小室が自分でピアノを引っ張り、4日間でレコーディングを終えた。
マークが初めてglobe以外の作詞に関わった作品で、マークはレコーディングの直前までプールで泳いでおり、スタッフから「やばい、もうすぐレコーディングが始まる」と言われる程に追い詰められた状況の中で、1時間半で書き上げたという。
歌入れは普段は歌詞に感情を込めて歌う円谷に対して小室は幾度も「もう少し楽に抑えて歌ってみて」と指示を出した。完成した音源を聞いて、円谷は「感情を抑えて自然に歌っても、伝わるものは伝わるものがある」ことを知った。

## ミュージック・ビデオ
ミュージック・ビデオはロサンゼルスのパークプラザホテルで撮影され、ボン・ジョヴィやガンズ・アンド・ローゼズのミュージック・ビデオ制作の経験がある監督が担当し、「地下にアニメの秘密工場がある」というテーマ設定で行われた。

## 収録曲
| 全作詞: MARC、全作曲・編曲: 小室哲哉。 |                                         |       |            |      |
| #                                      | タイトル                                | 作詞  | 作曲・編曲 | 時間 |
| 1.                                     | 「Mystery of Sound」(Original Mix)      | MARC  | 小室哲哉   | 4:54 |
| 2.                                     | 「Mystery of Sound」(Dance Floor Remix) | MARC  | 小室哲哉   | 5:12 |
| 3.                                     | 「Mystery of Sound」(TV Mix)            | MARC  | 小室哲哉   | 4:52 |
| 合計時間:                              | 合計時間:                               | 14:58 |            |      |

## クレジット
- Produced : 小室哲哉
- Mixed : Keith "KC" Cohen

## メディアでの使用
| # | 曲名                 | タイアップ                           | 出典  |
| - | -------------------- | ------------------------------------ | ----- |
| 1 | 「Mystery of Sound」 | 東映映画『金田一少年の事件簿』主題歌 | [ 4 ] |

## 収録アルバム
| 楽曲                                | アルバム                                            | 発売日         | 規格品番     | 備考                                                       |
| ----------------------------------- | --------------------------------------------------- | -------------- | ------------ | ---------------------------------------------------------- |
| 「Mystery of Sound (Original Mix)」 | 『金田一少年の事件簿 オリジナル・サウンドトラック』 | 1996年12月18日 | TOCT-9789    | 東映映画『金田一少年の事件簿』のサウンドトラック           |
| 「Mystery of Sound (Original Mix)」 | 『TETSUYA KOMURO ARCHIVES “T”』                     | 2018年6月27日  | AVCD-93892/5 | 小室哲哉が手掛けた楽曲を収録したコンピレーション・アルバム |